# Elizabeth Harvey (peintre)
Pour les articles homonymes, voir Elizabeth Harvey.
Elizabeth Harvey, de son vrai nom Elizabeth Norton (Wonersh, Grande-Bretagne, 9 novembre 1778 - Saint-Pierre-de-Maillé, France, 12 août 1858) est une artiste peintre britannique établie en France, qui a exposé au Salon de Paris de 1802 à 1812. Elle est surtout connue pour son tableau Malvina pleurant la mort d’Oscar (Salon de 1806), conservé au musée des Arts décoratifs de Paris, ainsi que le portrait la représentant avec sa demi-sœur Henrietta, dessiné par Ingres, faisant partie des collections du musée du Louvre.

## Biographie
Elizabeth Norton, née le 9 novembre 1778 à Wonersh, dans le comté anglais de Surrey, en Grande-Bretagne, est la fille illégitime née de la liaison d'Elizabeth Harvey, née Hill, épouse (ou veuve) de John Harvey, avec un membre de l'aristocratie britannique, l'homme politique et diplomate William Norton (en) (1742-1822), futur 2e baron Grantley (en), fils aîné de Fletcher Norton (1er baron Grantley), alors président de la Chambre des communes. Elle est baptisée le 21 février 1779 dans l'église de la ville voisine d'Haslemere.
Sans doute dans le but de masquer sa naissance illégitime, Elizabeth Norton va utiliser en société durant de nombreuses années le nom de famille Harvey, porté par sa mère et par sa demi-sœur Henrietta, née à Londres en 1774 du mariage de leur mère avec John Harvey,.
Elle meurt le 12 août 1858 dans son château de Puygirault, à Saint-Pierre-de-Maillé.

## Œuvre

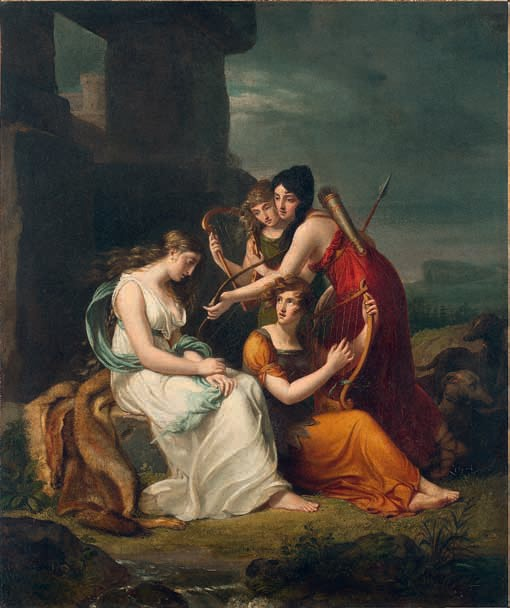
Malvina pleurant la mort d'Oscar, Salon de 1806 (Paris, musée des Arts décoratifs)
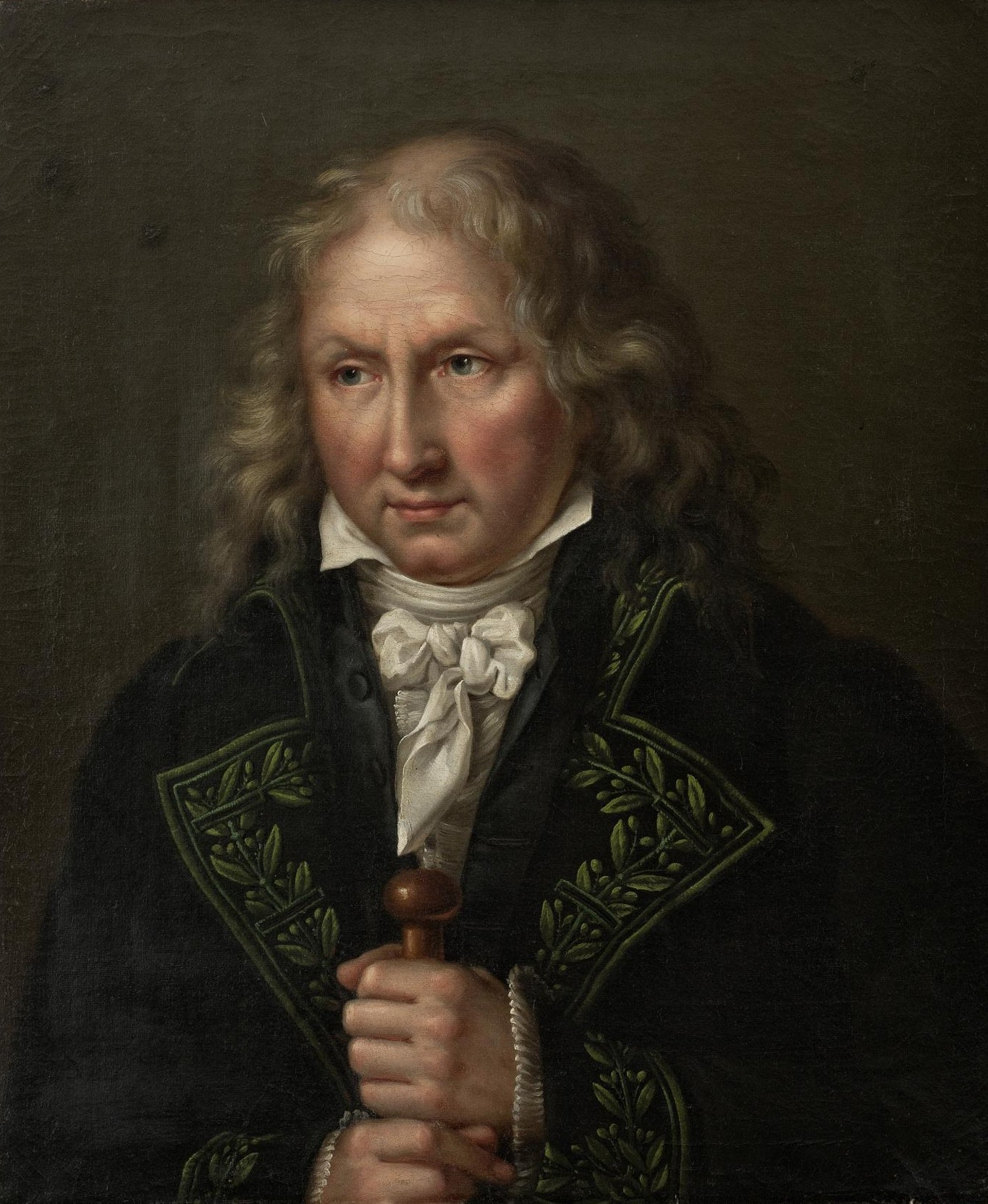
Portrait de Bernardin de Saint-Pierre (attribution), 1803 ou après (Le Havre, Musée Dubocage de Bléville)
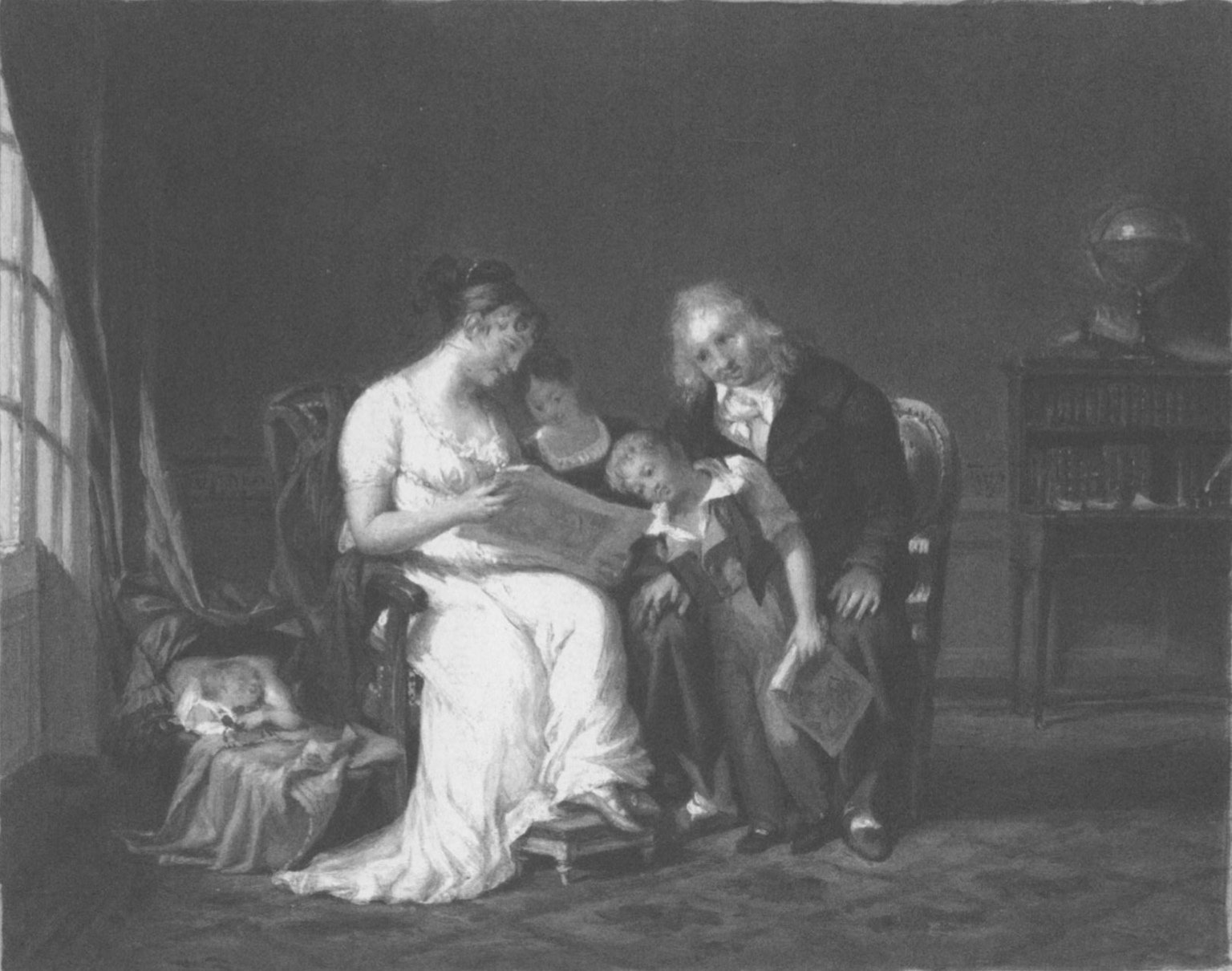
Paul Claude-Michel Carpentier, Bernardin de Saint-Pierre et sa famille, copie du tableau présenté par Elizabeth Harvey au Salon de 1804 (reproduction en noir et blanc)
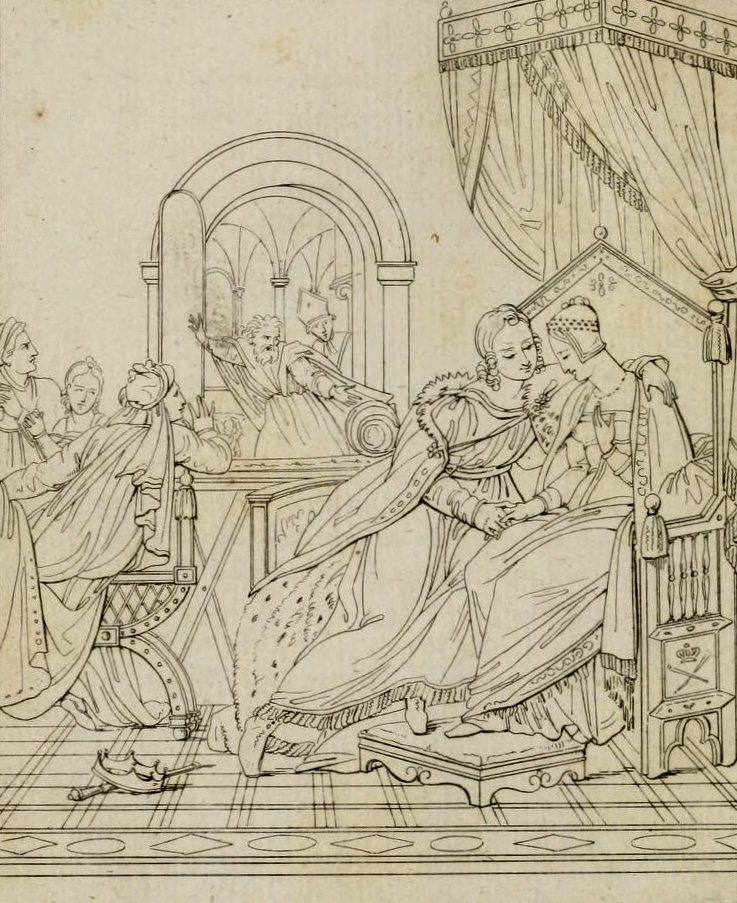
Gravure de Charles Normand reproduisant le tableau Edwy et Elgiva d'Elizabeth Harvey présenté au Salon de 1812